# Communauté de communes du Pays de Matha
La Communauté de Communes du Pays de Matha est une ancienne communauté de communes française, située dans le département de la Charente-Maritime et la région Nouvelle-Aquitaine.
Elle a été dissoute le 31 décembre 2013 dans le cadre de la réforme territoriale et ses communes membres ont rejoint la Communauté de communes des Vals de Saintonge.

## Histoire
- 31 décembre 2013 : dissolution de la communauté de communes ; ses communes membres rejoignent la Communauté de communes des Vals de Saintonge.

Régime fiscal (au 1er janvier 2006): fiscalité additionnelle.

## Données géographiques en 2006
La structure a une superficie de 289 km2, soit 4,21 % du département de la Charente-Maritime.
Cette structure intercommunale occupe le 5e rang dans le département pour sa superficie, se situant après la Communauté de communes de la Haute-Saintonge (1 631 km2), la Communauté d'agglomération Royan Atlantique (532 km2), la Communauté de communes du canton d'Aulnay-de-Saintonge (334 km2) et la Communauté d'agglomération du Pays Rochefortais (314,90 km2). 
Elle concerne uniquement le canton de Matha.
Sa population en 2006 était de 9 443 habitants, soit 1,58 % du département de la Charente-Maritime, ce qui entraînait une densité de population de 33 habitants par km² (pour mémoire, celle de la Charente-Maritime était de 87 habitants par km²).
La population a diminué de 0,40 % entre 1990 et 1999, puis a progressé de 0,50 % entre 1999 et 2006. À titre de comparaison, dans le département, la population a crû sur ces périodes de respectivement 0,61 % et 1,07 %.
La communauté de communes comporte une seule commune de plus de 2 000 habitants, la commune de Matha. Il n'y a pas de ville de plus de 15 000 habitants.

## Composition
Lors de sa dissolution, elle regroupait les 25 communes du canton de Matha :
- Bagnizeau
- Ballans
- Bazauges
- Beauvais-sur-Matha
- Blanzac-lès-Matha
- Bresdon
- Brie-sous-Matha
- La Brousse
- Courcerac
- Cressé
- Gibourne
- Gourvillette
- Haimps
- Louzignac
- Macqueville
- Massac
- Matha
- Mons
- Neuvicq-le-Château
- Prignac
- Saint-Ouen-la-Thène
- Siecq
- Sonnac
- Thors
- Les Touches-de-Périgny